# Pengkalan Batu
Pengkalan Batu (malaiisch Mukim Pengkalan Batu) ist ein Mukim (Subdistrikt) des Daerah Brunei-Muara in Brunei. Er hat 14.492 Einwohner (Stand: Zensus 2016).

## Geographie
Pengkalan Batu ist der südwestlichste Mukim im Distrikt Brunei-Muara. Er grenzt an die Mukim Sengkurong im Norden, Kilanas und Lumapas im Nordosten, sowie an den Daerah Tutong mit den Mukim Kiudang im Südwesten und Keriam im Nordwesten und außerdem Limbang, Sarawak, Malaysia im Osten und Süden.
Das Hauptsiedlungsgebiet des Mukim liegt im Osten, in der Nähe der Hauptstadt, zwischen den Flüssen Brunei und Sungai Metambu. Im westlichen Teil des Mukim liegt das große Wasserreservoir Imang Reservoir. Beiderseits des Bruneiflusses erstrecken sich intensiv genutzte landwirtschaftliche Flächen nach Südwesten.

## Verwaltungsgliederung
Der Mukim wird unterteilt in Dörfer (Kampong):
- Pengkalan Batu
- Batu Ampar
- Batang Perhentian
- Bukit Belimbing
- Kuala Lurah
- Junjongan
- Limau Manis
- Wasan
- Masin
- Batong
- Panchor Murai
- Bebuloh
- Bebatik
- Parit